# Juegos Florales

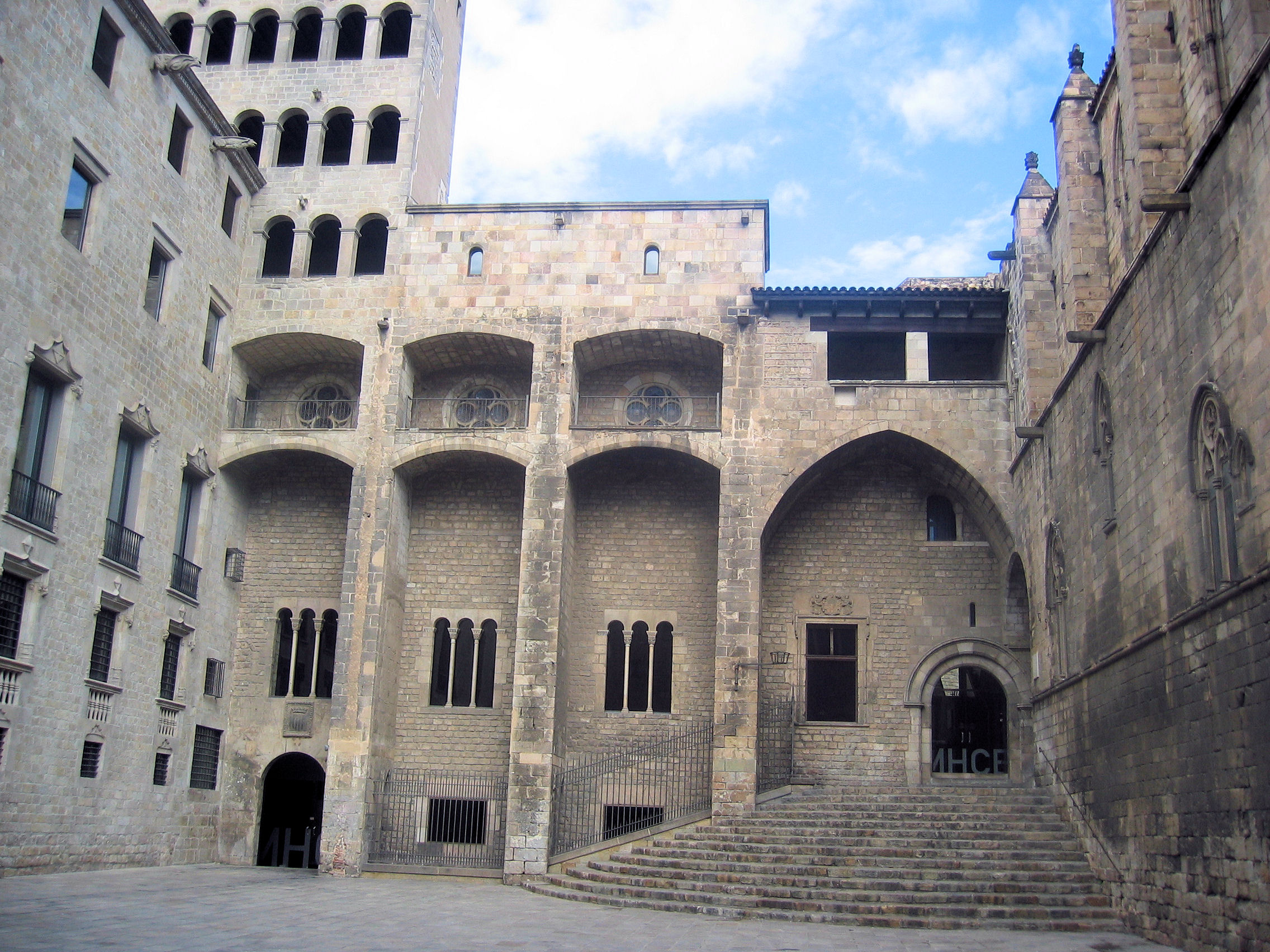
Plaça del Rei (Plaza del Rey).

Los juegos florales o floralia (latín: Ludi Floreales) eran una serie de concursos de poesía con premios florales. Originalmente fueron instaurados en la antigua Roma, y se celebraban del 28 de abril al 3 de mayo, dedicados a la diosa Flora. Su celebración era anual desde 173 a. C. Estos juegos, como otros juegos romanos, tenían un origen religioso. En la actualidad, los juegos florales se celebran en muchos lugares, en la forma de certámenes literarios promotores y difusores de una lengua, en los que se premian obras literarias en prosa y en verso.

## Juegos florales en Roma
En el culto religioso romano, la Floralia era una festividad en honor a la diosa Flora, y tenían lugar durante la era republicana el tercer día de las calendas de mayo, esto es, el 28 de abril y un día más tarde con en el calendario juliano. En latín se conocía como Ludi Florae, Los juegos (ludi) de Flora. Bajo el Imperio romano los juegos duraban seis días.
El festival tenía connotaciones licenciosas y sensuales. En contraste con otras celebraciones basadas en la religión arcaica de los patricios, los Juegos florales tenían un carácter plebeyo.
El templo de Flora se erigió tras consultar los libros de las Sibilas, después de una sequía que tuvo lugar entre 241-238 a. C. Estaba emplazado en los aledaños del Circo Máximo, en las faldas del Monte Aventino, asociado con los plebeyos de Roma. Los juegos fueron instituidos el día de la fundación del templo, y se repitieron ocasionalmente hasta que continuadas malas cosechas llevaron a celebrarlos anualmente a partir del 173. Las prostitutas participaban en la Floralia al igual que en la Vinalia. Según el satírico Juvenal, las prostitutas bailaban desnudas y luchaban en combates simulados de gladiadores.
Estando Catón de Utique un día presente en esta celebridad, no se atrevió el pueblo a pedir que apareciesen las mujeres definidas. Advertido pues Catón por Favonio su amigo que estaba sentado a su lado, de que era su presencia la que contenía al pueblo, salió del teatro por dejarle la libertad de que viese aquellas danzas, según su costumbre, como así mismo por no manchar su vista con espectáculo tan infame. El pueblo, manifestadas grandes expresiones de aplauso, cuando vio que salía Catón, hizo que compareciesen las cortesanas, reconociendo entonces por semejante operación que tenían más miramiento respetuoso a un solo hombre que a toda aquella gran asamblea. Este suceso lo refieren Valerio Máximo y Séneca. Se mofa Marcial en uno de sus epigramas de la conducta de Catón:
Si conocías el dulce rito de la divertida Flora,

los festivos juegos y la licencia del vulgo,

¿por qué, severo Catón, viniste al teatro?

¿Acaso habías venido solo para marcharte?
Y Juvenal da una idea terrible del derreglamento de los juegos florales.

## Juegos florales de Toulouse

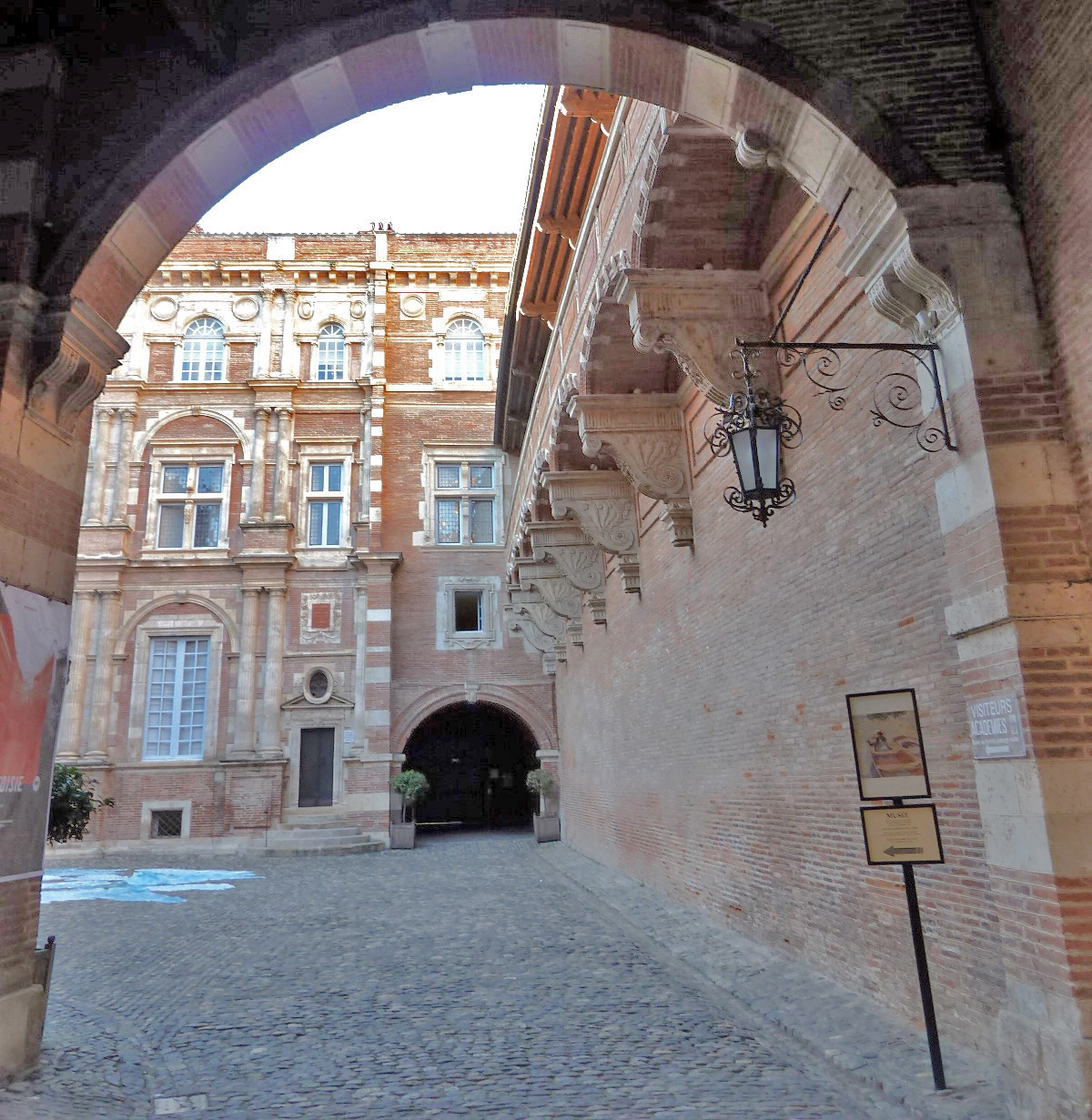
El Hôtel d'Assézat es la sede de los Juegos Florales de Toulouse.

El origen de los juegos florales en Cataluña y Valencia se encuentra en los que celebraba la Académie des Jeux floraux en Toulouse (Francia), instalados en el año 1323 por la Sobregaya Companhia de los Siete Trovadores, unida bajo el nombre de Consistori del Gay Saber. También se denominaban Juegos de la Gaya Ciencia ('Alegre' Ciencia era el nombre dado a la poesía). A estas fiestas también concurrían trovadores y poetas de la Corona de Aragón. Tras varias tentativas, en 1393, por deseo del rey Juan I de Aragón, el Consistorio de la Gaya Ciencia se instauró en Barcelona y se mantuvo hasta finales del siglo XV bajo el auspicio de los monarcas aragoneses.
El Consistori del Gay Saber está considerado como la sociedad literaria más antigua de Europa. Inicialmente premiaba poemas en occitano (posteriormente se añadió el francés). En el siglo XVII, el rey Luis XIV de Francia transformó esta venerable sociedad en la Académie des Jeux Floraux, que sigue activa en la actualidad.

## Juegos florales de Barcelona
Los juegos florales de Barcelona volvieron a instaurarse el primer domingo de mayo de 1859 gracias a las iniciativas de Antoni de Bofarull y de Víctor Balaguer, con el lema «Patria, Fides, Amor», en alusión a los tres premios ordinarios: la Flor Natural o premio de honor, que se otorgaba a la mejor poesía amorosa, la Englantina de oro a la mejor poesía patriótica y la Viola d'or i argent al mejor poema religioso. Había también otros premios ordinarios. El ganador de tres premios ordinarios era investido con el título de Mestre en Gai Saber.
Un gran sector de los intelectuales y de los políticos catalanes dio apoyo a los juegos florales, y esto contribuyó al prestigio de la literatura catalana culta. En este marco se manifiestan posiciones diferenciadas respecto al modelo de lengua. Marià Aguiló defiende una primera vía que tome como modelos los diversos autores de todas las formas dialectales; Antoni Bofarull defiende modelos del siglo XVI y XVII y el dialecto empleado en Barcelona y finalmente, hay una tercera vía que no dispone de un defensor visible dentro la estructura de los juegos que defiende un catalán barcelonés del siglo XIX. Entre las dos últimas tendencias había movimientos aproximativos. Hay críticos como Frederic Soler y su entorno que en la mayoría de los casos acabarán participando. Los juegos aglutinan participantes de ideologías contrapuestas, republicanos, conservadores y generaciones más jóvenes que se van apuntando. Toda la diversidad ideológica se hace patente en los discursos realizados en los juegos.
Estos se han convertido en un referente para el estudio del debate interno y de la evolución ideológica de sus participantes.

## Juegos florales de la Ciudad de Valencia

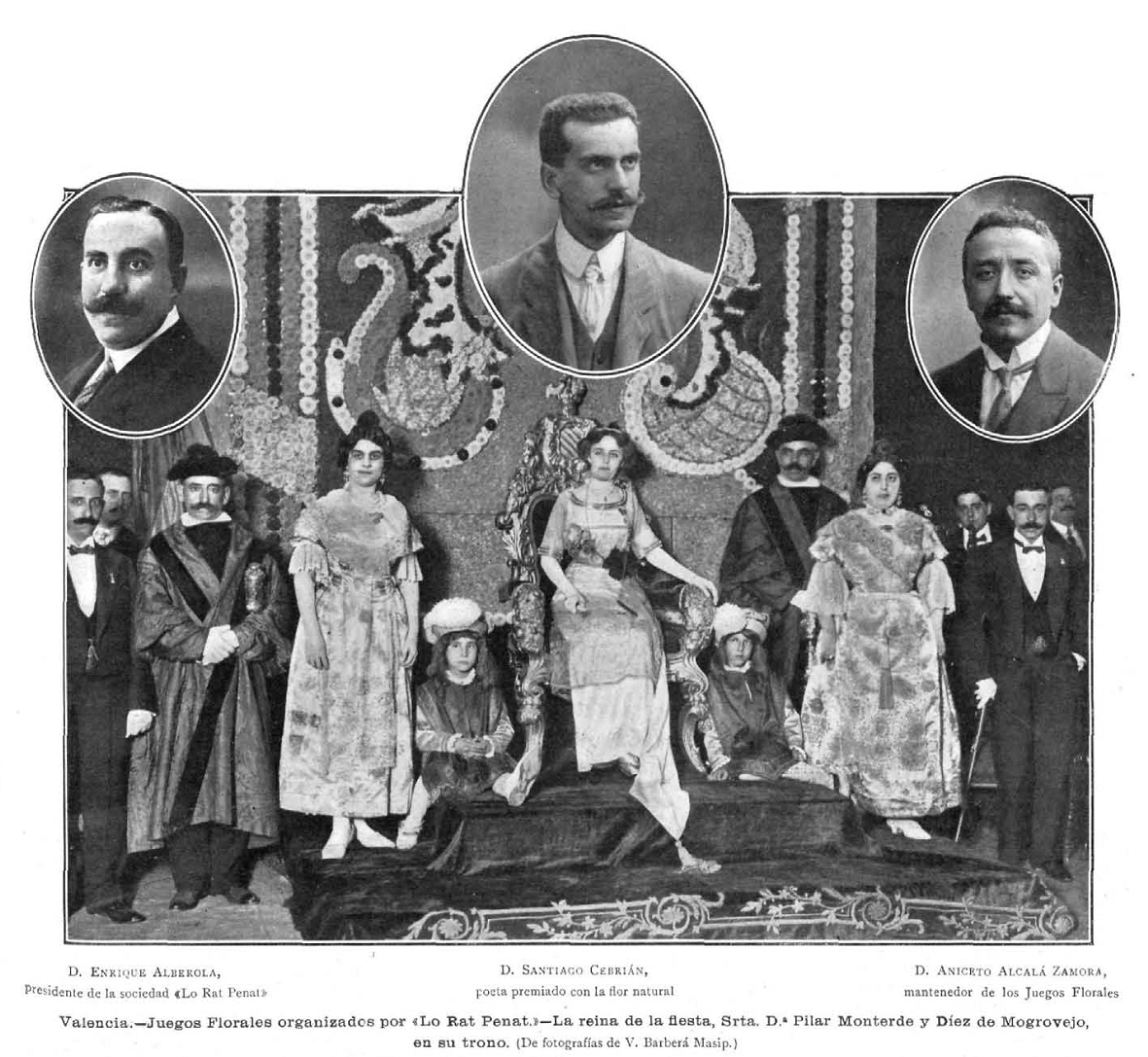
Juegos Florales en Valencia, 1910.

Los juegos florales también se instauraron en Valencia en el 1879, organizados tradicionalmente por Lo Rat Penat, que en la actualidad es la institución que los organiza todos los años, en valenciano, con menor repercusión que a finales del siglo XIX y principios del XX, por la numerosa participación de poetas en la justa literaria y la cuantía de sus premios, que son 17 en total. 
Aparte de los Ordinarios que incluyen la Flor Natural, la Viola d'Or, la Englantina d'Or, poesía festiva, teatro y narrativa, están los Extraordinarios patrocinados por instituciones y empresas de toda la geografía valenciana, como el ayuntamiento de Valencia, la Diputación de Valencia, la Diputación de Castellón, la Diputación de Alicante, la Generalidad Valenciana, el arzobispado de Valencia, etc. 

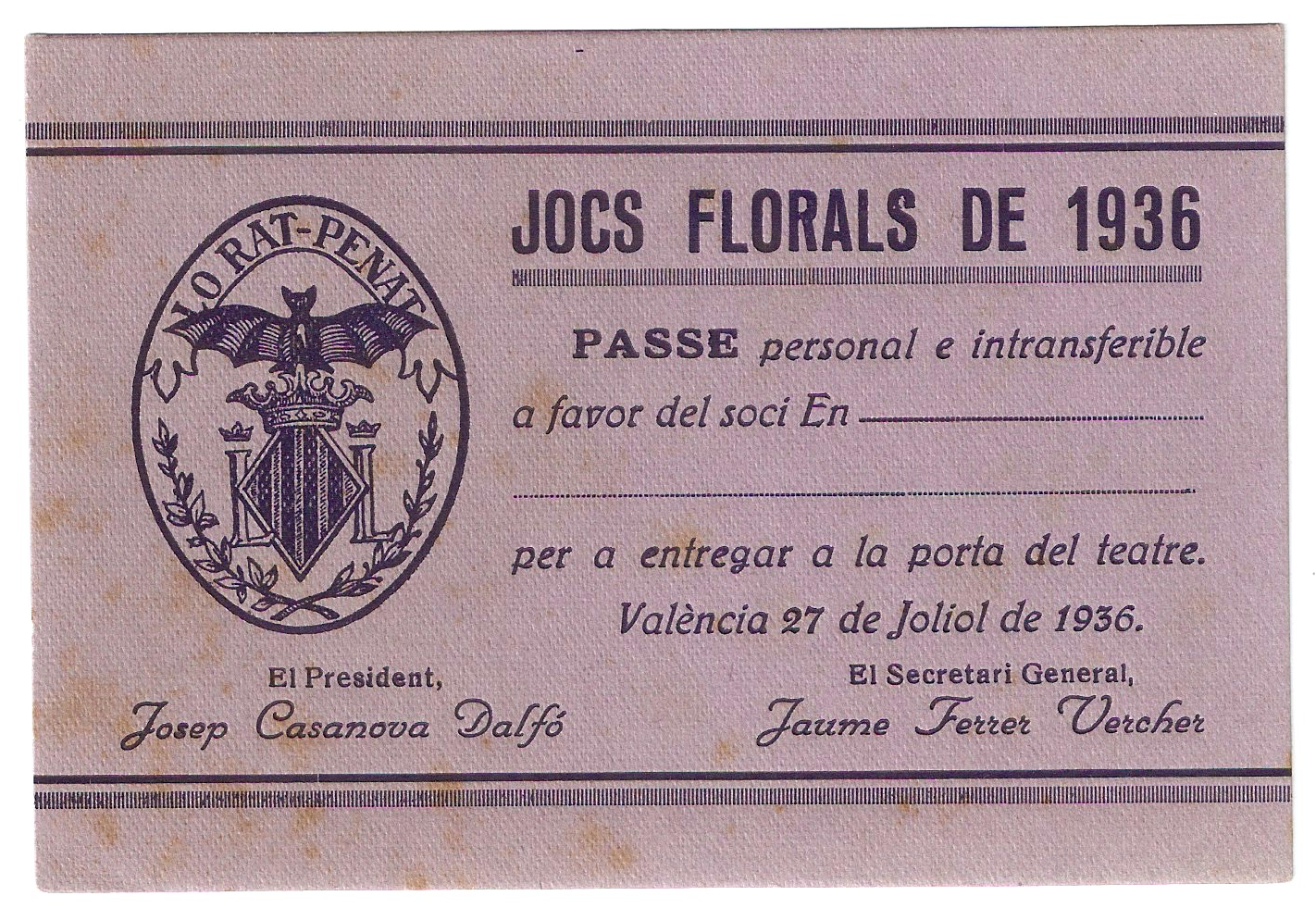
Pase para los juegos de 1936. Previstos para el 27 de julio, no llegaron a realizarse.

"Els Jocs Florals de la Ciutat i Regne de València" cuentan con 35 "Mestres d'en Gay Saber", y dos mujeres han ganado la Flor Natural. También cuenta con bastantes "Honorables Escritors" que han obtenido un mínimo de 3 premios ordinarios. Mantenedores ha tenido laureados como Blasco Ibáñez o Niceto Alcalá-Zamora y en 1914 y 1999 las mantenedoras fueron señoras. La Regina ocupa la Cadira d'Or y es elegida alternando las tres provincias valencianas y por comarcas. El acto solemne se realiza en el Teatro Principal con la asistencia de las máximas autoridades de la Comunidad Valenciana, habiéndose celebrado en 2008 la CXXV edición, siendo M.ª Luz Lladró Sala la Regina y actuando como mantenedor Antonio Gala. Es el único certamen que combina dos lenguas, el castellano y el valenciano, desde su inicio.

## Juegos florales en La Habana y Buenos Aires
A finales de 1939 los países americanos organizaron otras fiestas literarias, denominadas juegos florales de la lengua catalana. El Centre Català de L´Havana publicó los trabajos Jochs [sic] Florals de Buenos Aires (juegos florales de Buenos Aires) en 1908 y Memorial dels Jochs [sic] Florals catalans a Cuba (Memorial de los juegos florales catalanes en Cuba) en 1923.

## Juegos florales de la Ciudad de San Miguel de Tucumán, Argentina
Desde fines del siglo XIX hasta las primeras décadas del XX, también se realizaba en Tucumán este famoso certamen poético. Las composiciones participaban bajo seudónimo, y el jurado debía ser muy conocedor para no dejar pasar obras conocidas como inéditas. Cuentan los memoriosos que una vez alguien envió una oda de Garcilaso como propia.

## Juegos florales internacionales
Los juegos florales de Barcelona y Valencia inspiraron la celebración, a partir de 1909, de los Juegos florales internacionales, el concurso literario en esperanto de más prestigio antes de la Segunda Guerra Mundial.

## Juegos florales de Chile
Los juegos florales de Chile eran una antigua celebración primaveral organizada por la Federación de Estudiantes de la Universidad de Chile en la ciudad de Santiago de Chile. Aquí se presentó Gabriela Mistral en 1914, una poetisa chilena reconocida tras haber ganado el Premio Nobel de Literatura ese año gracias a su poema Los Sonetos de la muerte.

## Juegos Florales Hispanoamericanos de Quetzaltenango, Guatemala
Los Juegos Florales Hispanoamericanos son un certamen literario anual de poesía, novela y ensayo, organizado por la Comisión Permanente de Juegos Florales Hispanoamericanos y la Municipalidad de Quetzaltenango, Guatemala. La premiación se realiza cada mes de septiembre en el Teatro Municipal de la ciudad.
El año 1916 fueron organizados los Juegos Florales Nacionales por iniciativa del alcalde Manuel Sáenz Mérida, quien era acompañado del Dr. Ezequiel de León, los poetas Pío M. Ripiele, Osmundo Arriola y los escritores Lic. Filadelfo Fuentes, Jaime Sabartes, Br. Gregorio Aguilar y el Br. Ignacio Sáenz Ocaña. El nombre recibió la influencia de los Juegos Florales que tenían lugar en Europa.

## Juegos Florales Nacionales "Eduardo Lemus Dimas" de Tactic Alta Verapaz
Es un certamen literario que se realiza en la villa de Tactic por motivo de celebrar su feria titular en honor a la virgen Santa María de la Asunción. 
Inicio en 1988 gracias a la iniciativa del concejo municipal que dirigía la alcaldía municipal por ese entonces. A partir de ello, cada año y en forma ininterrumpida se convoca a los escritores de toda Guatemala para que participen en las ramas de verso y prosa. Cada año el evento de premiación es dedicado a un personaje icono del municipio que sobresalga en las letras, el arte, la cultura y la educación. La ceremonia de premiación se realiza durante la feria patronal y es un evento de gran gala, en el que convive la sociedad tactiqueña al ritmo de marimba y grandes banquetes.
Investigaciones y artículos aparecidos en prensa de México marcan como los primeros Juegos Florales los de la Ciudad de Querétaro en 1901, siguieron los de la Ciudad de México, Puebla y Orizaba en 1902, Mérida y Lagos de Moreno en 1903, San Luis Potosí en 1904, Zacatecas y Oaxaca en 1906 y León en 1909. 
Juegos Florales de Lagos de Moreno, Jalisco, México==
Fue el escritor Antonio Moreno y Oviedo quien realizó en colaboración con el escritor Mariano Azuela y Alejandro Martín del Campo director del Liceo los primeros Juegos Florales de la villa en el año de 1903, convocatoria que se realizó estrictamente de forma local a comparación de otros realizados en la república, y en la que se recibieron cuarenta trabajos de poesía y cuento. Los premios otorgados para ésta primera celebración que inició la historia literaria de Lagos de Moreno fueron: Primer lugar y Flor Natural para el poeta Fco. González León por el poema "Pleito Homenaje"; El Accèsit a Antonio Moreno y Oviedo por el poema "He vencido la jornada"; diploma especial para José Becerra por su poema "Cantar de los Cantares"; Pluma de Oro a Bernardo Reina por el  cuento titulado "Pompas de jabón" y diplomas a los cuentos "Cuento breve" de Lauro Gallardo, "De mi  tierra" de Mariano Azuela y "En Broma" de Fco. González León, además de otorgarse un diploma especial a Laura Méndez de Cuenca, como reconocimiento a su destacada participación, brillante trayectoria literaria y agradecimiento por su apoyo al certamen. La ceremonia se realizó en el Teatro José Rosas Moreno.

## Juegos Florales Nacionales deSan Juan del Río, Querétaro, México
Instaurados en el año 1965. Son organizados y promovidos por el Gobierno Municipal de forma anual y se realizan como parte de las fiestas por la celebración del aniversario de la fundación (1531) de la hoy ciudad de San Juan del Río el mes de junio. Durante la gala de premiación de este certamen de poesía, es coronada la reina en turno como Reina de los Juegos Florales Nacionales del año que corresponda por el poeta ganador, al igual que este recibe el premio la Flor de Plata de manos de Su Graciosa Majestad. Aunque se inició en 1965, en 5 años no se llevaron a cabo. Se le nombran "Nacionales" porque adquirió relevancia como certamen literario de calidad en México.

## Juegos Florales de Lagos de Moreno, Jalisco, México
Investigaciones y artículos aparecidos en prensa de México marcan como los primeros Juegos Florales los de la Ciudad de Querétaro en 1901, siguieron los de la Ciudad de México, Puebla y Orizaba en 1902, Mérida y Lagos de Moreno en 1903, San Luis Potosí en 1904, Zacatecas y Oaxaca en 1906 y León en 1909. 
Juegos Florales de Lagos de Moreno, Jalisco, México. 
Fue el escritor Antonio Moreno y Oviedo quien realizó en colaboración con el escritor Mariano Azuela y Alejandro Martín del Campo director del Liceo los primeros Juegos Florales de la villa en el año de 1903, convocatoria que se realizó estrictamente de forma local a comparación de otros realizados en la república, y en la que se recibieron cuarenta trabajos de poesía y cuento. Los premios otorgados para ésta primera celebración que inició la historia literaria de Lagos de Moreno fueron: Primer lugar y Flor Natural para el poeta Fco. González León por el poema "Pleito Homenaje"; El Accèsit a Antonio Moreno y Oviedo por el poema "He vencido la jornada"; diploma especial para José Becerra por su poema "Cantar de los Cantares"; Pluma de Oro a Bernardo Reina por el  cuento titulado "Pompas de jabón" y diplomas a los cuentos "Cuento breve" de Lauro Gallardo, "De mi  tierra" de Mariano Azuela y "En Broma" de Fco. González León, además de otorgarse un diploma especial a Laura Méndez de Cuenca, como reconocimiento a su destacada participación, brillante trayectoria literaria y agradecimiento por su apoyo al certamen. La ceremonia se realizó en el Teatro José Rosas Moreno. 